# Taifa Talavera de la Reina
De Taifa van Talavera de la Reina was een van de taifa's van al-Andalus die op verschillende momenten in de Andalusische geschiedenis ontstonden; In het geval van Talavera de la Reina verscheen het kortstondig in de eerste periode van taifa's, na het uiteenvallen van het kalifaat Córdoba, en later werd Castiliaans grondgebied na de verovering in 1083 door koning Alfons VI.